# Aeshna ossiliensis
Aeshna ossiliensis là loài chuồn chuồn trong họ Aeshnidae. Loài này được Mierzejewski mô tả khoa học đầu tiên năm 1913.
Aeshna osiliensis là một loài chuồn chuồn ngô thuộc họ Aeshnidae. Nó được tìm thấy ở Estonia, Phần Lan, và Thụy Điển. Môi trường sống tự nhiên của chúng là hồ nước ngọt có nước theo mùa, đầm nước ngọt, và hồ nước mặn.